# 留学生10万人計画
留学生10万人計画（りゅうがくせいじゅうまんにんけいかく）とは、日本への留学生が1万人あまりだった1983年に、当時の中曽根康弘首相の下で提唱された、21世紀初頭までに受け入れ留学生を10万人規模に拡大することを目指した政策。中曽根首相の指示により設けられた「二十一世紀への留学生政策懇談会」による1983年8月の報告書「二十一世紀への留学生政策に関する提言」、および、これを受けて文部省が有識者に委嘱した1984年6月の報告書「二十一世紀への留学生政策の展開について」が政策の骨子となった。

## 概要
この政策のきっかけは、1983年5月に中曽根康弘首相がASEAN諸国歴訪の最後に訪れたシンガポールで、元日本留学生たちに「自分たちの息子や娘は日本には留学させたくない」と言われたことにあったという。将来の外交上、日本を理解し、日本に対して親近感を持った「新日」、「知日」の人材育成は重要だと考えられたが、この政策が提唱された当時、日本は、先進諸国の中で受け入れ留学生の数が際立って少なかった。
そこで、21世紀初頭において10万人の留学生を受け入れることを目標に、諸制度の整備を進めることが目標とされたが、この規模は、当時のフランス並みを目指すことを意味していた。日本の18歳人口がピークを迎える1992年までを計画の前期として受入れ態勢、基盤の整備を進め、1993年以降に実際の受け入れ増加を本格化させることが見込まれた。また、フランスの状況などを踏まえ、国費留学生を全体の1割程度とすることも提唱された。
これに伴い、各大学等における受け入れ態勢の整備や国内外における日本語教育の推進、留学生のための宿舎の確保など様々な方策が必要とされた。
1992年には中間目標とされた4万人を上回る48,561人の留学生が達成され、1995年には53,847人のピークを迎えたが、その後は、バブル経済の崩壊により留学生の日本での就業環境が劣化したことや、アジア諸国における高等教育機関の充実などの影響もあって留学生数は減少、横ばいとなった。しかし、2000年代に入ると中国を中心としてアジア地域からの留学生が急増し、2003年には、留学生の総数が109,508人となって目標は達成された。